# Microdessus atomarius
Microdessus atomarius är en skalbaggsart som först beskrevs av Sharp 1882.  Microdessus atomarius ingår i släktet Microdessus och familjen dykare. Inga underarter finns listade i Catalogue of Life.